# Duncan James
Duncan Matthew James Inglis, född 7 april 1978 i Salisbury, Wiltshire, är en engelsk sångare, skådespelare och TV-presentatör.
Han växte upp i Devon, tillsammans med mamma och morföräldrar. Pappan övergav familjen innan Duncan föddes. Morfar var musiklärare på Dumpton School, där Duncan utbildade sig en kortare tid. Han har också utbildat sig på Milldown School i Blandford Forum, Corfe Hills School i Corfe Mullen, och Sidmouth College.
Duncan James är en av fyra medlemmar i bandet Blue, som startade 2000. Han och Antony Costa lyckades övertala Lee Ryan och Simon Webbe att starta gruppen. Blue's musik är R&B-influerad pop, och gruppen hade stora framgångar Storbritannien, Portugal, Belgien, Italien, Frankrike, Australien och Nya Zeeland. 
Han bor i Hatfield, Hertfordshire. Han har dottern Tianie-Finn, född 2005, med för detta flickvännen Claire Granger. Duncan James växte upp som strikt katolik, och han är fortfarande katolik.
Duncan James kom ut som bisexuell i en intervju i den brittiska tidningen News of the World den 12 juli 2009.